# Ikeda Manabu
Manabu Ikeda (sinh ngày 3 tháng 7 năm 1980) là một cầu thủ bóng đá người Nhật Bản.

## Sự nghiệp câu lạc bộ
Manabu Ikeda đã từng chơi cho Urawa Reds và Shonan Bellmare.